# メッツェグラ
メッツェグラ（イタリア語: Mezzegra）は、イタリア共和国ロンバルディア州コモ県トレメッツィーナに属する分離集落（フラツィオーネ）。
かつては基礎自治体（コムーネ）であったが、2014年2月4日、隣接するレンノ、オッスッチョ、トレメッツォと合併し、新自治体が発足した。
この村の一集落であるジュリーノ・ディ・メッツェグラは、ベニート・ムッソリーニが処刑された地として知られている。

## 地理

### 位置・広がり
コモ県の中部に所在する村である。ベッラージョからコモ湖を挟んで西へ5km、県都コモから北北東へ22km、ミラノから北へ58kmの距離にある。南北に長く「Y」の字を逆さまにした形のコモ湖のほぼ中央部、分岐点付近の西岸側に位置する。村の南側が湖となっており、北にはトレメッツォ山（1700m）が聳えている。

#### 隣接コムーネ
独立したコムーネであった時期には、以下のコムーネが隣接していた。
- グランドラ・エドゥニーティ - 北
- トレメッツォ - 東
- レンノ - 西

## 歴史
1945年4月28日、ジュリーノ集落で、ベニート・ムッソリーニとその愛人のクラーラ・ペタッチがこの地のパルティザンによって逮捕され、ほか幾人かのファシストの指導者とともに処刑された。

## 姉妹都市
メッツェグラにあるアッツァーノ（Azzano）という分離集落は、アッツァーノ・ディターリア（Azzano d'Italia）という自治体交流組織に加わっている。これは同じ「アッツァーノ」という地名を持つコムーネやフラツィオーネの集まりであり、1年に1度持ち回りで「アッツァネージ（アッツァーノ人）の会（Raduni delle comunità azzanesi）」という会合を開いている。当地では1991年と2006年に会合が開かれた。
アッツァーノ・ディターリアには、5つのコムーネと6つのフラツィオーネが加わっている。
- コムーネ
  - アッツァーノ・ダスティ（ピエモンテ州アスティ県）
  - アッツァーノ・デーチモ（フリウリ=ヴェネツィア・ジュリア州ポルデノーネ県）
  - アッツァーノ・メッラ（ロンバルディア州ブレシア県）
  - アッツァーノ・サン・パオロ（ロンバルディア州ベルガモ県）
  - カステル・ダッツァーノ（ヴェネト州ヴェローナ県）
- フラツィオーネ
  - アッツァーノ、メッツェグラ（ロンバルディア州コモ県）
  - アッツァーノ、ピアネッロ・ヴァル・ティドーネ（エミリア=ロマーニャ州ピアチェンツァ県）
  - アッツァーノ、プレマリアッコ（フリウリ=ヴェネツィア・ジュリア州ウーディネ県）
  - アッツァーノ、セラヴェッツァ（トスカーナ州ルッカ県）
  - アッツァーノ、スポレート（ウンブリア州ペルージャ県）
  - アッツァーノ、トルリーノ・ヴィメルカーティ（ロンバルディア州クレモナ県）